# Indice d'Alford
L'indice d'Alford, parfois appelé indice du vote de classe, est un indicateur de sociologie électorale qui mesure la spécificité du vote de la classe ouvrière par rapport aux classes moyenne et supérieure. Il a été défini en 1963 par le chercheur éponyme Robert Alford dans l'ouvrage Party and Society.

## Formulation
« L'indice est défini comme la soustraction du pourcentage de personnes effectuant un travail non manuel votant pour les partis de gauche du pourcentage de personnes ayant un travail manuel votant pour les partis de gauche. »

— Robert Alford, Party and Society, Rand McNally, 1963, p. 79-80.
On peut donc écrire : indice d’Alford = pourcentage d’ouvriers votant à gauche - pourcentage de non-ouvriers votant à gauche.
Pour comprendre cet indice, on notera qu'il est maximal lorsque tous les ouvriers votent à gauche (100 %) et que tous les non-ouvriers votent à droite (et donc aucun à gauche, soit 0 %). Il vaut alors 100 (100 - 0) points de pourcentage.
Inversement, si les ouvriers et les non-ouvriers votent à gauche dans la même proportion, l'indice est nul, ce qui signifie selon cet indicateur qu'il n'y a pas dans ce cas de vote de classe.
Enfin, cet indice peut éventuellement être négatif en cas de vote de classe inversé. 

## En France
En France, il a tendance à baisser depuis les années 1980, ce qui signifie que le vote ouvrier est de moins en moins singulier, et se rapproche donc de plus en plus du résultat du vote. Ceci ne veut cependant pas dire que le vote de classe diminue comme l'atteste l'odds ratio[réf. nécessaire]. La différence entre l'indice d'Alford et l'odds ratio tient au fait que le premier mesure un soutien absolu, alors que le second un soutien relatif[réf. nécessaire].